# 저스틴 스미스 모릴
저스틴 스미스 모릴(Justin Smith Morrill, 1810년 4월 14일 ~ 1898년 12월 28일)은 미국 버몬트주 스트래포트(en) 출신의 정치인이다. 버몬트주의 미국 하원 의원(1855-1867년)이자 미국 상원 의원(1867-1898년)이었다. 모릴 토지 허여 법안으로 알려져 있다.
1898년 12월 28일에 워싱턴 DC서 사망하였고, 버몬트 스탠포드에 묻혔다.

## 같이 보기
- 모릴 토지 허여 법안(모릴법)

## 역대 선거 결과
| 선거명      | 직책명                      | 대수 | 정당   | 득표율 | 득표수   | 결과 | 당락                   |
| ----------- | --------------------------- | ---- | ------ | ------ | -------- | ---- | ---------------------- |
| 1854년 선거 | 하원의원 (버몬트 제2선거구) | 34대 | 휘그당 | 50.26% | 8,380표  | 1위  | 버몬트주 하원의원 당선 |
| 1856년 선거 | 하원의원 (버몬트 제2선거구) | 35대 | 공화당 | 75.86% | 13,695표 | 1위  | 버몬트주 하원의원 당선 |
| 1858년 선거 | 하원의원 (버몬트 제2선거구) | 36대 | 공화당 | 70.65% | 11,576표 | 1위  | 버몬트주 하원의원 당선 |
| 1860년 선거 | 하원의원 (버몬트 제2선거구) | 37대 | 공화당 | 74.81% | 12,555표 | 1위  | 버몬트주 하원의원 당선 |
| 1863년 선거 | 하원의원 (버몬트 제2선거구) | 38대 | 공화당 | 70.44% | 11,358표 | 1위  | 버몬트주 하원의원 당선 |
| 1864년 선거 | 하원의원 (버몬트 제2선거구) | 39대 | 공화당 | 72.14% | 12,409표 | 1위  | 버몬트주 하원의원 당선 |
| 1866년 선거 | 상원의원 (버몬트 제3부)     | 40대 | 공화당 | 93.85% | 244표    | 1위  | 버몬트주 상원의원 당선 |
| 1872년 선거 | 상원의원 (버몬트 제3부)     | 43대 | 공화당 | 92.13% | 199표    | 1위  | 버몬트주 상원의원 당선 |
| 1878년 선거 | 상원의원 (버몬트 제3부)     | 46대 | 공화당 | 71.37% | 87표     | 1위  | 버몬트주 상원의원 당선 |
| 1884년 선거 | 상원의원 (버몬트 제3부)     | 49대 | 공화당 | 84.69% | 177표    | 1위  | 버몬트주 상원의원 당선 |
| 1890년 선거 | 상원의원 (버몬트 제3부)     | 52대 | 공화당 | 77.29% | 194표    | 1위  | 버몬트주 상원의원 당선 |
| 1896년 선거 | 상원의원 (버몬트 제3부)     | 55대 | 공화당 | 92.61% | 213표    | 1위  | 버몬트주 상원의원 당선 |